# Pinilla de Molina
Pinilla de Molina é um município da Espanha na província de Guadalajara, comunidade autónoma de Castilla-La Mancha, de área 23,18 km² com população de 24 habitantes (2006) e densidade populacional de 1,16 hab/km².

## Demografia
| Variação demográfica do município entre 1991 e 2004 | Variação demográfica do município entre 1991 e 2004 | Variação demográfica do município entre 1991 e 2004 | Variação demográfica do município entre 1991 e 2004 |
| --------------------------------------------------- | --------------------------------------------------- | --------------------------------------------------- | --------------------------------------------------- |
| 1991                                                | 1996                                                | 2001                                                | 2004                                                |
| 25                                                  | 28                                                  | 29                                                  | 27                                                  |